# Ricardo Brennand
Ricardo Coimbra de Almeida Brennand (Cabo de Santo Agostinho, 27 mei 1927 - Recife, 25 april 2020) was een Braziliaanse kunstverzamelaar en ondernemer.
Hij studeerde in 1949 af als ingenieur aan de Federale Universiteit van Pernambuco. Tijdens zijn adolescentie kreeg hij een zakmes van zijn vader en sindsdien begon hij met het verzamelen van wapens. Later begon hij ook kunstwerken en objecten te verzamelen. In 2002 richtte hij het Instituto Ricardo Brennand op, waarvan de kunstcollectie de grootste private collectie schilderijen van Frans Post omvat.
Brennand was getrouwd en liet acht kinderen na en was neef van plastisch kunstenaar Francisco Brennand.